# Kızılgedik, Ereğli
Kızılgedik là một xã thuộc huyện Ereğli, tỉnh Konya, Thổ Nhĩ Kỳ. Dân số thời điểm năm 2011 là 15 người.